# 바예델카우카주

바예델카우카주

바예델카우카주(스페인어: Departamento del Valle del Cauca)는 콜롬비아 서부에 위치한 주로 주도는 칼리이며 면적은 22,140km2, 인구는 4,560,196명(2013년 기준), 인구 밀도는 210명/km2이다. 1910년 4월 16일에 신설되었으며 42개 지방 자치체를 관할한다. 북쪽으로는 리사랄다주와 킨디오주, 남쪽으로는 카우카주, 서쪽으로는 톨리마주와 초코주, 태평양과 접한다.

주기
주 문장